# Сахалінський міжнародний театральний центр імені А. П. Чехова
Сахалінський міжнародний театральний центр імені А. П. Чехова (рос. Сахалинский международный театральный центр имени А. П. Чехова; колишня назва — Сахалінський обласний драматичний театр) — міжнародний театральний центр у російському місті Южно-Сахалінську, головна театральна сцена регіону; носить ім'я російського драматурга-класика Антона Чехова.

## Загальні дані
Сахалінський міжнародний театральний центр імені А. П. Чехова розташований за адресою:
Комуністичний проспект, буд. 35, м. Южно-Сахалінськ—693000 (Російська Федерація).
Глядацька зала театру розрахована на 585 місць. Параметри сцени:
- ширина — 15,0 м;
- глибина — 17,0 м;
- висота 15,3 м.

Головний режисер колективу — Даніїл Олександрович Безносов (Даниил Безносов).

## З історії театру на Сахаліні
У 1930 році в Александровську-Сахалінському був створений театр, який одержав назву Сахалінський обласний драматичний театр. Першим його художнім керівником і головним режисером був Є. В. Муратов. Трупа театру складалася з московських артистів. У 1938 році робота театру була охарактеризована у пресі як незадовільна: вистав за сезон було поставлено безліч, але всі вони були низького художнього рівня, погано оформлені, репетиці відбувалися поспіхом. Загалом стан справ був, як у поганій антрепризі до «жовтневої революції».
У 1941 році колектив театру, працюючи поза планом на гастролях в Совєтській Гавані зібрав 100 тисяч рублів і передав їх у фонд оборони з проханням побудувати літак під назвою «Сахалинский артист». В цілому за роки  Німецько-радянської війни театром були поставлені 50 вистав, з яких 23 були присвячені темі боротьби радянського народу проти фашистських агресорів.
Після перенесення адміністративного центру в Южно-Сахалінськ у 1946 році там був створений Южно-Сахалінський обласний драматичний театр. За у цей театр перейшла майже вся трупа з Александровська-Сахалінського. Театр почав називатися Сахалінський обласний драматичний театр. Першим його художнім керівником був заслужений діяч мистецтв РРФСР М. І. Уралов, директором театру — заслужений діяч мистецтв РРФСР І. С. Іткінсон. У ці роки театр на рік давав до 500 вистав, з них близько 150 на виїзді.
У 1948 році театр поставив спектакль «Барабанщиця» за однойменною п'єсою А. Салинського.
Знаменна подія в історії театру відбулася в 1954 році — колективу було присвоєно ім'я російського драматурга-класика Антона Чехова.
В 1957 році театр вперше виїхав на гастролі на материк (за іншими даними — на материку колектив гастролював ще 1941 року).
У 1965 році з нагоди 20-річчя Дня Перемоги театр поставив 3 вистави на військову тематику: «Под одной из крыш» за п'єсою Захара Аграненка, «Бумеранг» А. Татарського і «Мой бедный Марат» О. Арбузова.
У 1980 році театр поставив виставу «Воскресший батальон» О. Бека та «Высшая мера» В. Арро.
У 1990 році на сцені театру поставлена вистава «Уходил старик от старухи» за п'єсою С. Злотникова.
У серпні 1992 року відбулося реформування театру, який був перетворений на обласний театральний центр імені А. П. Чехова. Першим директором і художнім керівником центру став Анатолій Євсійович Полянкін. Під час реорганізації закладу до його складу увійшли: Драматичний театр імені А. П. Чехова, театр для дітей і молоді, музичний театр, а також театральний коледж.
У серпні 2009 року головним режисером театрального центру став Микита Юлійович Гриншпун.
Від березня 2011 року головним режисером Сахалінського міжнародного театрального центру імені А. П. Чехова є Даніїл Олександрович Безносов.

## Репертуар
У театральній афіші Сахалінського міжнародного театрального центру імені А. П. Чехова присутні постановки як за класичною, так і сучасною російською та зарубіжною драматургією. Зокрема, серед яскравих вистав останнього часу:
- «Крыша над головой» за творами В. Шукшина (постановка М. Гриншпуна);
- «Ужин по-французски» М. Камолетті (постановка Андрія Лапікова);
- «Странная миссис Сэвидж» Джона Патрика (постановка Андрія Максимова);
- «Возвращение блудного внука» А. Касона (постановка Андрія Бажина).

## Виноски
1. ↑  Сахалінський міжнародний театральний центр імені А. П. Чехова[недоступне посилання з липня 2019] на Енциклопедія «Театральная Россия» (електронна версія) [Архівовано 12 червня 2010 у Wayback Machine.] (рос.)
2. 1 2 3 4  История театра на старой версии сайта театра[недоступне посилання з травня 2019]
3. 1 2 3 4 5 6 7  Дальневосточные театры накануне войны, в годы войны и в послевоенное время (PDF). Архів оригіналу (PDF) за 21 травня 2009. Процитовано 11 квітня 2011. [Архівовано 2009-05-21 у Wayback Machine.]
4. 1 2  Т. Егорова. КУЛЬТУРА В ФАРВАТЕРЕ ВРЕМЕНИ. // Губернские ведомости (Южно-Сахалинск).- 23.09.2003. Архів оригіналу за 22.03.2011. Процитовано 11.04.2011.
5. ↑  Никита Гриншпун в Южно-Сахалинске [Архівовано 2010-08-05 у Wayback Machine.] // Радіо «Свобода»
6. ↑  Никита Гриншпун назначен художественным руководителем сахалинского Чехов-центра
7. ↑  Даниил Безносов назначен художественным руководителем Чехов-центра[недоступне посилання з травня 2019]